# Khorzene
Khorzene o Khorzanene (armeni: Khordzeanq, grec antic: Χορσάνη, Khorsane) fou una regió de l'oest d'Armènia, limitada al nord per la Keltzene, el Mananali i el Muzur (districte adjacent al Daranaliq); a l'est pel Mardali i l'Ashmuniq; a l'oest pel Palnatoun o Palnatuniq (adjacent a la Balabitene); i al sud per l'Astiatene.
Les fortaleses principals foren Koloberd, Orzaberd i Artales.
Al tractat d'Acilisene, la Khorzene, junt amb la Derzene, la Keltzene, l'Acisilene, l'Anzitene, el Daranaliq, la Balabitene, l'Astianene i la Sofene o la Sofanene va quedar sota domini romà i la resta d'Armènia va quedar per Pèrsia i se la va conèixer com a Persarmènia.
Forma part de l'actual província turca de Kars.